# Resusci Anne

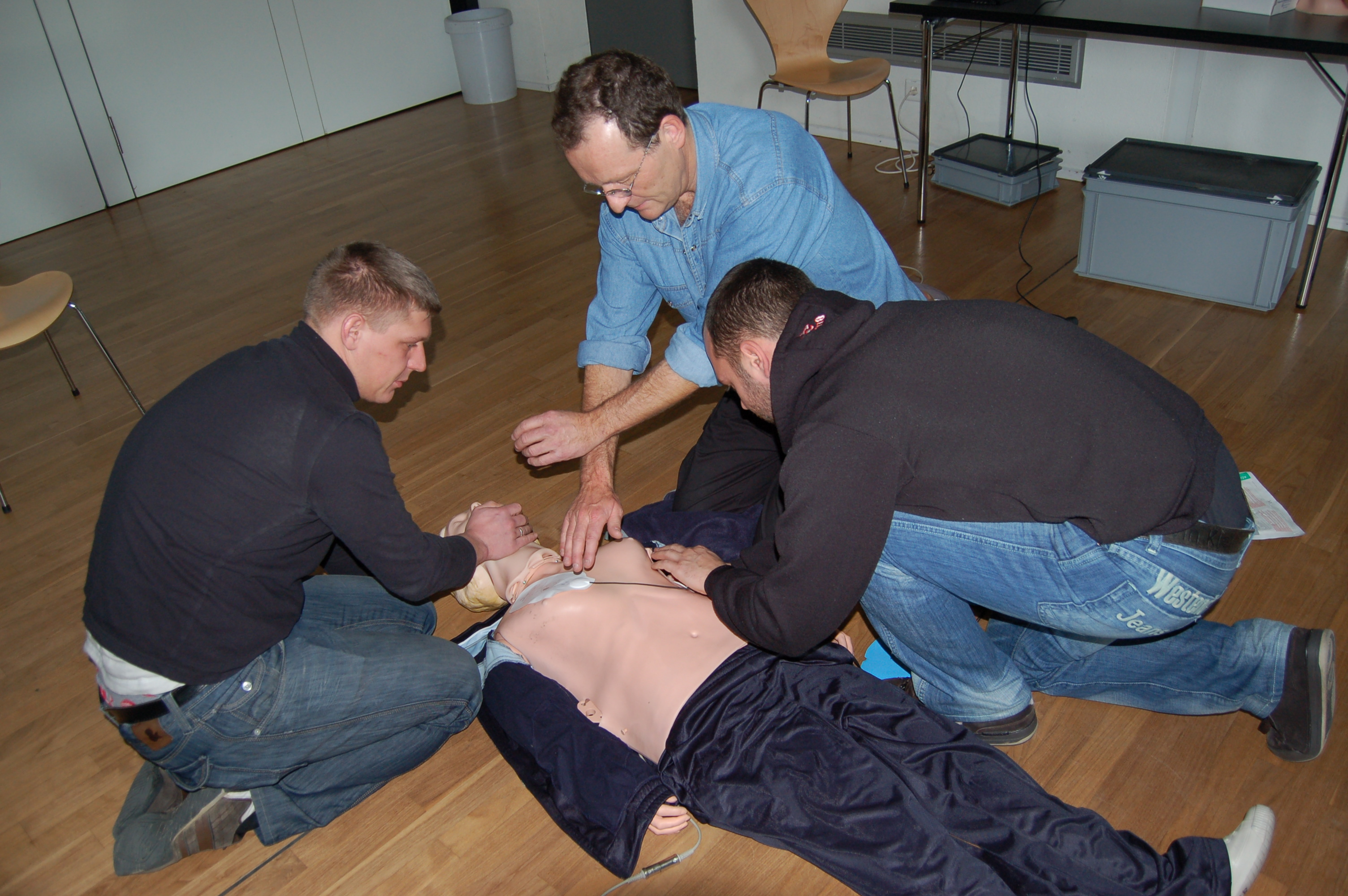
Gebruik van een AED op een Resusci Anne

Resusci Anne, ook bekend als Rescue Anne, Resusci Annie of CPR Annie, is een levensecht model van een persoon dat wordt gebruikt bij reanimatie-training (CPR). Resusci Anne werd ontwikkeld door de Noorse speelgoedfabrikant Asmund Laerdal, de Oostenrijks-Tsjechische arts Peter Safar en de Amerikaanse arts James Elam,. Het model is sinds 1960 in productie en wordt vervaardigd door het bedrijf Laerdal Medical.
Het gezicht van Resusci Anne is gebaseerd op het dodenmasker van de Onbekende uit de Seine, een onbekende jonge vrouw die aan het einde van de jaren 1880 verdronk in de rivier de Seine.